# فرقة نحاسية

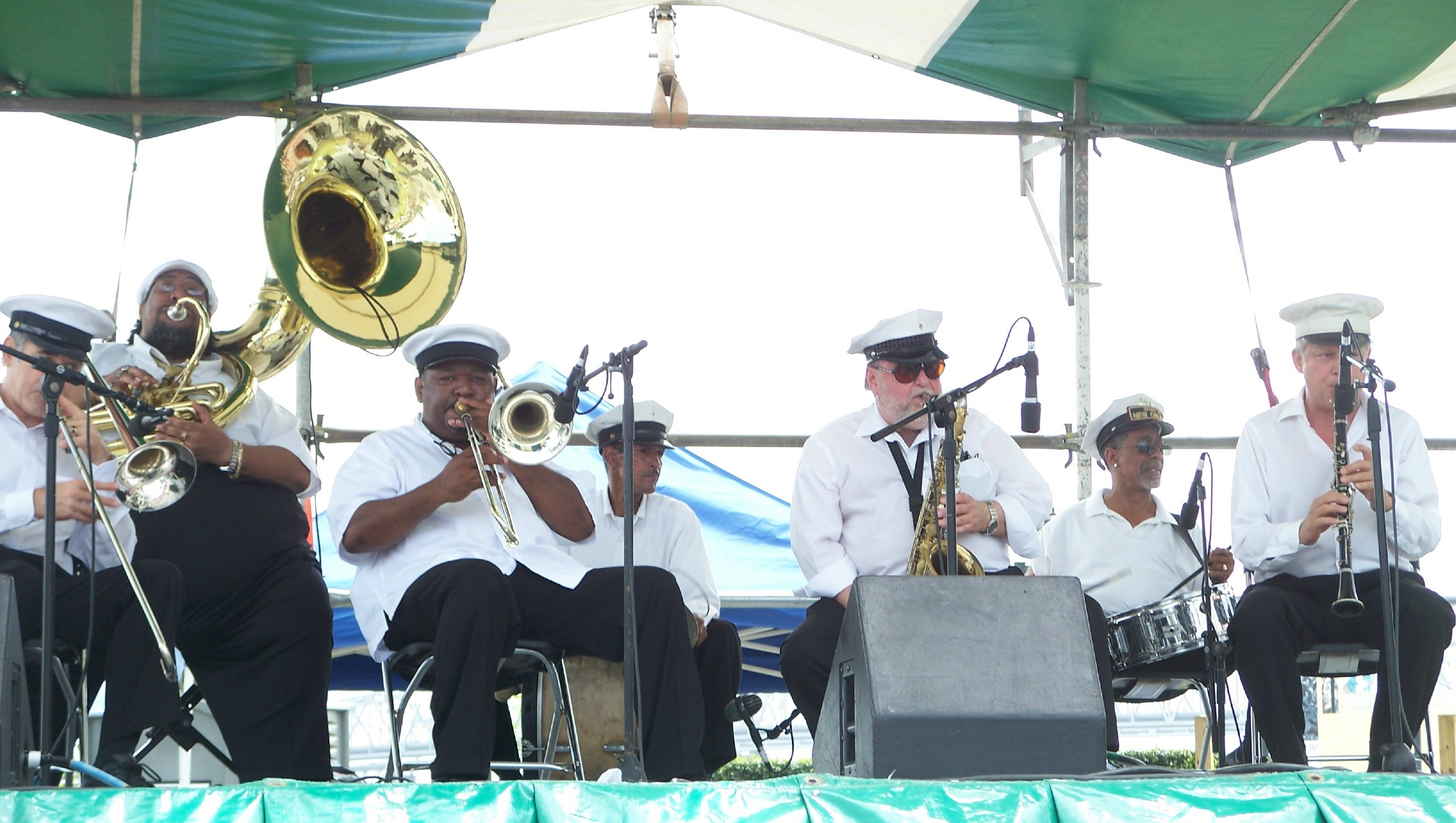

الفرقة النحاسية أو الفرقة الصُّفرية هي فرقة موسيقية كلها تضم الالات موسيقية نحاسية مع قسم من الطبول، الالات يمكن أن تضم آلالات نفخ خشبية في بعض المناسبات الخاصة وتسمى أيضاً فرقة نحاسية(خصوصاً في أسلوب الفرقة النحاسية -نيو أورلينز)لكن حالياً يتردد اسم الفرقة العسكرية أو فرقة «النحاس والقصب».

## الأساليب

### بلقاني
الفرقة النحاسية البلقانية تعزف ألحان مميزة من الموسيقى بدأت في القرن التاسع عشر عندما تأثر العازفون الرومانيون بالفرقة العسكرية التركية محولاً الموسيقى التقليدية إلى أسلوب الفرقة النحاسية،هذه الفرقة شائعة في جميع أرجاء البلقان وخصوصاً في صربيا،ألبانيا،مقدونيا،رومانيا،بلغاريا.عادة تكون الضربات في العزف سريعة ومصحوبة برقصة الكوكو.

### بريطاني
الفرقة النحاسية في العادات البريطانية تكون مؤلفة من 28 عازف (من ضمهم الطبالين) وتتكون من:
- 1 شياع ذو قرن.
- 8-10 شياع.
- 2 بوق جهيري(Baritone horns).
- 3 صور.
- 1 بوق معقوف(flugelhorn).
- 2 ترومبون (Tenor trombones).
- 1 الترومبون جهيري(Bass trombone).
- 2 بوق(Euphoniums).
- 4 توبا.
- 2-3 طبال.